# Fyrskib No. XI
Fyrskib No. XI är ett tidigare danskt fyrskepp som har tjänstgjort på flera positioner i danska farvatten.
Fyrskeppet byggdes i ek med kopparförhydning 1877–1878 av skepsbyggare F Sparre i Nysted i Danmark efter ritningar från engelska Trinity House. Det saknade motor och måste släpas på plats. Byggkostnaden var  174 300 kronor.
Det hade två master och en fyrlykta som hissades upp i stormasten på tio meters höjd. Lysvidden var 11 sjömil. Ankaret vägde 900 kilogram och var fäst till en ankarkätting i två längder om 226 meter. Fyrskeppet byggdes om och moderniserades år 1932 och 1962, då det också utrustades med en modern radioanläggning.

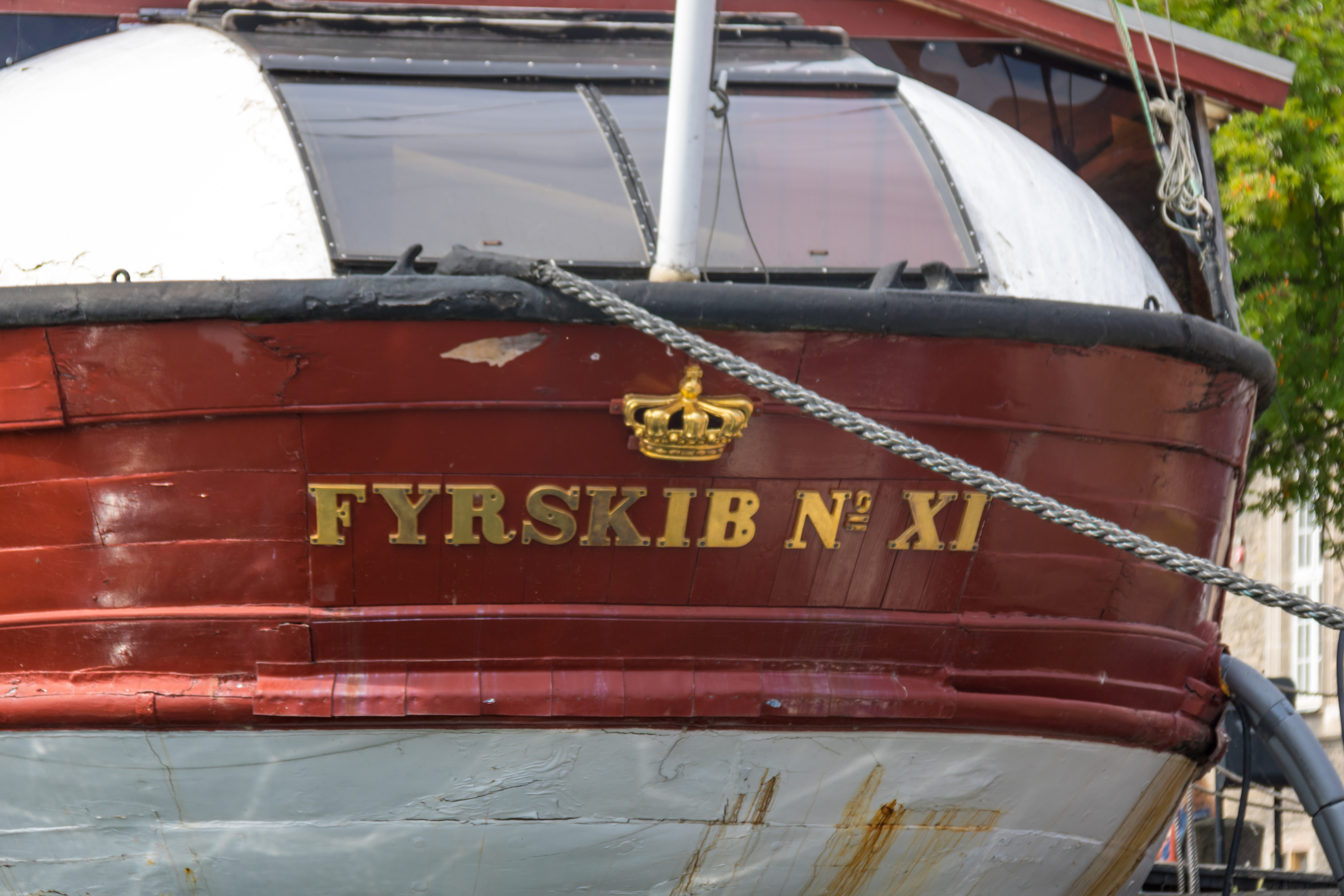
Fyrskeppets namn står fortfarande i aktern.

År 1977 såldes fyrskeppet till konstnären Bo Bonfils och hans hustru för 101 878,11 kronor och förtöjdes i  Frederiksholms Kanal i Köpenhamn. Bonfils krävde att säljaren  skulle återmontera lanterninen och namnskylten i aktern och 
lät bygga om fartyget till husbåt.
År 1994 sålde Bonfils fyrskeppet och flyttade till Bornholm. Det användes som sommarbostad till 1999 varefter det åter fick nya ägare. Det kan hyras till bland annat bröllop, fester och möten.

## Positioner[1]
- 1878–1883 tjänstgöring vid Horns rev
- 1884 tjänstgöring vid Anholt Knob
- 1885–1889 reservfartyg
- 1890–1903 tjänstgöring vid Gedser Rev
- 1904–1911 tjänstgöring vid Anholt Knob
- 1911–1916 tjänstgöring vid Læsø Rende
- 1916–1918 tjänstgöring vid Gilleleje Flak N
- 1919–1957 reservfartyg